# Gianna Camacho
Gianna Gracielly Camacho García (Lima, Perú, 20 de julio de 1987) es una periodista peruana y activista por los derechos trans.

## Biografía
Camacho estudió periodismo en la Escuela Jaime Bausate y Meza. Tras su transición aprendió maquillaje profesional. Es directora de Empatía Perú, asociación que genera contenidos audiovisuales y periodísticos que visibilizan al colectivo transgénero en el Perú. Como activista por los derechos de la población trans, forma parte del proyecto Únicxs del Centro de Investigación de la Universidad Cayetano Heredia, y ha ocupado el cargo de coordinadora del Observatorio de Derechos Humanos LGTB de la misma universidad.
En julio de 2011 ejerció como reportera del Grupo ATV hasta marzo del año 2013.
En 2019 dirigió, junto a Julio Lossio Quichiz, el cortometraje Frida, que fue uno de los 10 ganadores del concurso «Diversidad sexual y de género: derechos y ciudadanía» organizado por el programa IberCultura Viva en colaboración con el Ministerio de Desarrollo Social (MIDES) de Uruguay. Ese mismo año, protagonizó el spot «La transfobia no da risa», de la campaña No da risa del Fondo de Población de las Naciones Unidas (UNFPA) y el Ministerio de Justicia y Derechos Humanos de Perú (Minjus).
En 2021 mantuvo reuniones con congresistas de diferentes partidos políticos para realizar una labor educativa acerca de las realidades de las personas trans en el Perú y buscar la empatía de los políticos.
En 2022, tras varios años de burocracia, culminó el proceso para que el Registro Nacional de Identificación y Estado Civil (RENIEC) realizó el cambio de nombres en su documento nacional de identidad.
En 2023 se pronunció respecto a la muerte de Ruby Ferrer, una trabajadora sexual trans que ejercía en los jirones Zepita, Cañete, Inclán y Chancay, en el distrito de Lima, donde unos delincuentes apodados como ‘Los Gallegos del Tren de Aragua’, organización criminal de origen venezolano que extorsionaba a otras trabajadoras sexuales de la zona, asesinaron a Ruby. Ante lo ocurrido Camacho se unió a otras mujeres trans que protestaron exigiendo justicia. La protesta, llamada Marcha Contra los Crímenes de Odio: Por las mujeres diversas trabajadoras sexuales, reunió a más de 3000 personas que se manifestaron contra la ola de transfeminicidios.

## Filmografía
- Frida (cortometraje, 2019)
- No da risa (2019)